# 高山市立国府小学校
高山市立国府小学校 （たかやましりつ こくふしょうがっこう）は、岐阜県高山市にある公立小学校。
校区は高山市国府町全域（旧・吉城郡国府町）である。

## 沿革
- 1874年（明治7年） - 広瀬学校が開校。
- 1875年（明治8年） - 三川村、上広瀬村、広瀬町村、村山村、糠塚村、金桶村、名張村、瓜巣村、三日町村、半田村、木曾垣内村、山本村、鶴巣村、桐谷村、八日町村、蓑輪村、今村、西門前村、東門前村、宮地村、漆垣内村、宇津江村が合併し、国府村が発足。
- 1886年（明治19年） - 国府第一尋常小学校に改称する。
- 1888年（明治21年） - 三日町尋常小学校に改称する。
- 1909年（明治42年） - 国府尋常高等小学校に改称する。
- 1941年（昭和16年） - 国府国民学校に改称する。
- 1947年（昭和22年） - 国府村立国府小学校に改称する。
- 1961年（昭和36年） - 荒城小学校、富士小学校、老和気小学校、宇津江小学校を統合する。統合した4つの小学校を分教室（荒城・富士・老和気・宇津江）とする。
- 1962年（昭和37年） - 統合校舎（鉄筋コンクリート造3階建）が完成。4つの分教室を廃止。
- 1964年（昭和39年）11月3日 - 国府村が町制施行し、国府町が発足。同時に国府町立国府小学校に改称する。
- 1978年（昭和53年） - 新校舎（現・北舎。鉄筋コンクリート造3階建）が完成。
- 2005年（平成17年）2月1日 - 国府町が高山市に編入される。同時に高山市立国府小学校に改称する。
- 2010年（平成22年） - 統合時に建設された旧校舎（南舎）が老朽化のため改築。木造2階建校舎が完成。

## その他
- かつて高山市に存在した「高山市立荒城小学校」は、旧・大野郡丹生川村の丹生川村立荒城小学校のことである。どちらも現在の高山市内に存在した小学校であるが、旧・自治体が異なる。